# Patria potestas
Patria potestas — термин римского права, обозначающий власть римского домовладыки (отца семьи) над детьми, в число которых включаются и дети детей, т. e. внуки, правнуки и т. д. Понятие это отличается от manus mariti и dominium над вещами и рабами, хотя по своему происхождению и характеру и стоит близко к ним (см. Manus).
Характерная черта patria potestas — строгость полномочий, принадлежащих домовладыке по отношению к детям. До императорского времени он имел право принять новорождённого сына, дочь, внука и т. д. под свою власть и защиту, в свой дом, или выбросить на произвол судьбы за порог дома; в последнем случае он мог настаивать и на том, чтобы другие не подбирали покинутого ребёнка. Право это не распространялось лишь на перворождённых сыновей и дочерей, которые должны были быть воспитаны. При Валентиниане I (364—375), Валенте (364—378) и Грациане (375—383) оно было ограничено установлением штрафа и уничтожением права на обратное истребование отцом выброшенного, но подобранного из сострадания другим лицом ребёнка. И в течение дальнейшей жизни отец имел jus vitae ас necis по отношению к детям, т. e. право суда и казни над ними, обыкновенно при участии родных или друзей (consilium propinquorum s. amicorum), в случае совершения ими проступков как домашнего, так и общественного (даже политического) характера. В императорское время это право также претерпело ряд ограничений и было отменено. Император Адриан (117—138) установил наказание ссылкой за самовольное убийство сына, хотя бы и преступника; Александр Север (222—235) оставил за отцом лишь право легких наказаний, а для более тяжких он был обязан обращаться в суд. Константин Великий (306—337) приравнял убийство сына к обыкновенному убийству. Валентиниан значительно ограничил в 365 году домашнюю юрисдикцию отца и по отношению к другим наказаниям. От более ранней эпохи сохранилось упоминание о приказе императора Траяна (98—117) освободить сына, с которым отец обращался жестоко.
Императорами проведены также ограничения и запрещения продажи детей, раньше входившей в состав прав родительской власти. Каракалла (211—217) назвал её делом непозволительным и бесчестным, Диоклетиан (284—305) запретил её совершенно, Константин дозволил её только бедным родителям по отношению к новорожденным. Постепенно в юриспруденции был выработан общий нравственный принцип: «patria potestas in pietate debet non in atrocitate consistere» (власть отца должна заключаться в доброте, а не в жестокости). Однако до конца римского юридического развития patria potestas оставалась властью в интересах отца, а не детей, как современная западноевропейская родительская власть. Она была пожизненна; эмансипация до смерти отца возможна была лишь с его согласия и по особому акту, им предпринятому. Отцу принадлежало право эксплуатации рабочей силы сына в доме, а также путём отдачи в наём, продажи в рабство и залога (последние два правомочия отменены при императорах). Сын не имел собственного имущества; выделенный ему пекулий оставался в собственности отца; все приобретения детей были приобретениями отца, на которого возлагалась и ответственность как по сделкам детей, так и по их деликтам. Только позднее выделяется ряд имуществ, принадлежащих сыну на правах частной собственности; на все другие имущества, дошедшие к сыну от посторонних лиц (bona adventitia), отец сохраняет до конца римского развития право пользования и управления. В суде и сделках, за небольшими исключениями позднейшего времени, дети являлись несвободными представителями отца, а не самостоятельными деятелями, и стояли в этом отношении наравне с рабами.